# Iwona Zimnicka
Iwona Zimnicka (ur. 1963) – polska tłumaczka literatury norweskiej i duńskiej. 
Absolwentka filologii norweskiej Uniwersytetu im. Adama Mickiewicza w Poznaniu. Należy do Stowarzyszenia Tłumaczy Polskich. 
Przełożyła m.in. utwory Josteina Gaardera (m.in. Świat Zofii), powieści Herman i Półbrat Larsa Saabye Christensena, Kradnąc konie i Przeklinam rzekę czasu Pera Pettersona, powieści kryminalne Jo Nesbø oraz Listy z Afryki Karen Blixen (z duńskiego), reportaż Dzieci Groznego Åsne Seierstad oraz sześciotomowy cykl Moja walka Karla Ove Knausgårda. Jest także autorką tłumaczeń cykli powieściowych Saga o Ludziach Lodu Margit Sandemo, Raija ze śnieżnej krainy Bente Pedersen i Córy życia May Grethe Lerum. 
W 1996 odznaczona Norweskim Orderem Zasługi przez króla Haralda V. Za popularyzację kultury norweskiej w Polsce w 2002 roku została odznaczona Srebrnym Krzyżem Zasługi. Jej przekład Hej! Czy jest tu kto? Josteina Gaardera został wpisany na Listę Honorową IBBY (2000). W 2022 została nominowana do Nagrody Literackiej Gdynia w kategorii przekład na język polski za Trylogię kopenhaską (autorka oryginału: Tove Ditlevsen), w 2024 otrzymała tę nagrodę za przekład książki Drugie imię Jona Fossego.